# سایوز ام‌اس-۴
سایوز-ام‌اس-۴ (به روسی: Союз )(به معنای اتحاد) یک مأموریت سرنشین دار سازمان ملی فضانوردی روسیه به سمت ایستگاه فضایی بین‌المللی محسوب می‌شود.

همچنین فضاپیمای این مأموریت وظیفه ارسال و بازگرداندن تعدادی از فضانوردان گروه اعزامی ۵۱ و گروه اعزامی ۵۲ را نیز بر عهده داشت.

## خدمه مأموریت
| نام             | ملیت                | تعداد پرواز | نقش عملیاتی | تصویر |
| فیودور یورچیخین | روسیه               | ۵           | فرمانده     |       |
| جک دی. فیشر     | ایالات متحده آمریکا | ۱           | مهندس پرواز |       |

## نگارخانه

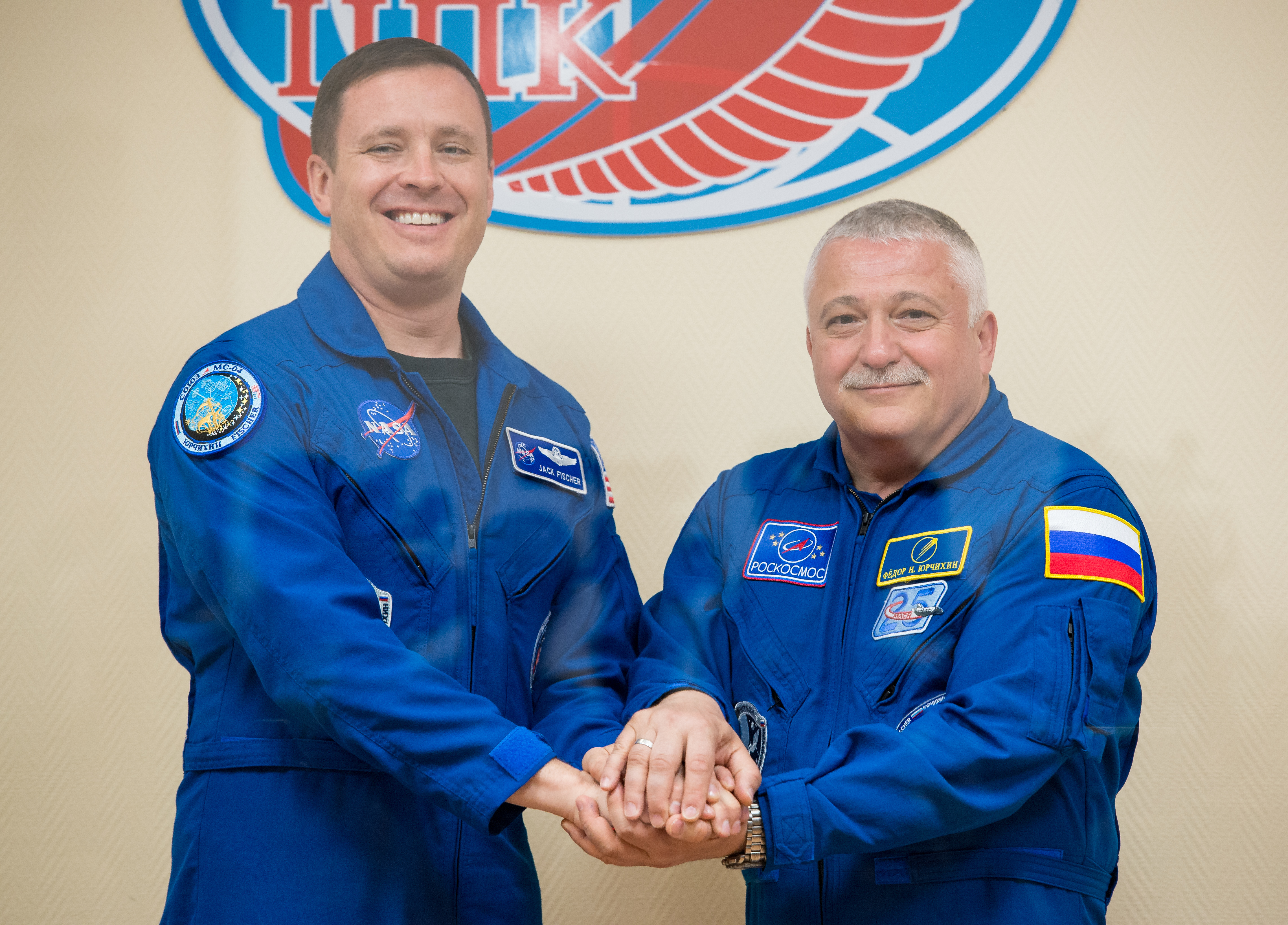
فضانوردان اصلی ام‌اس-۴
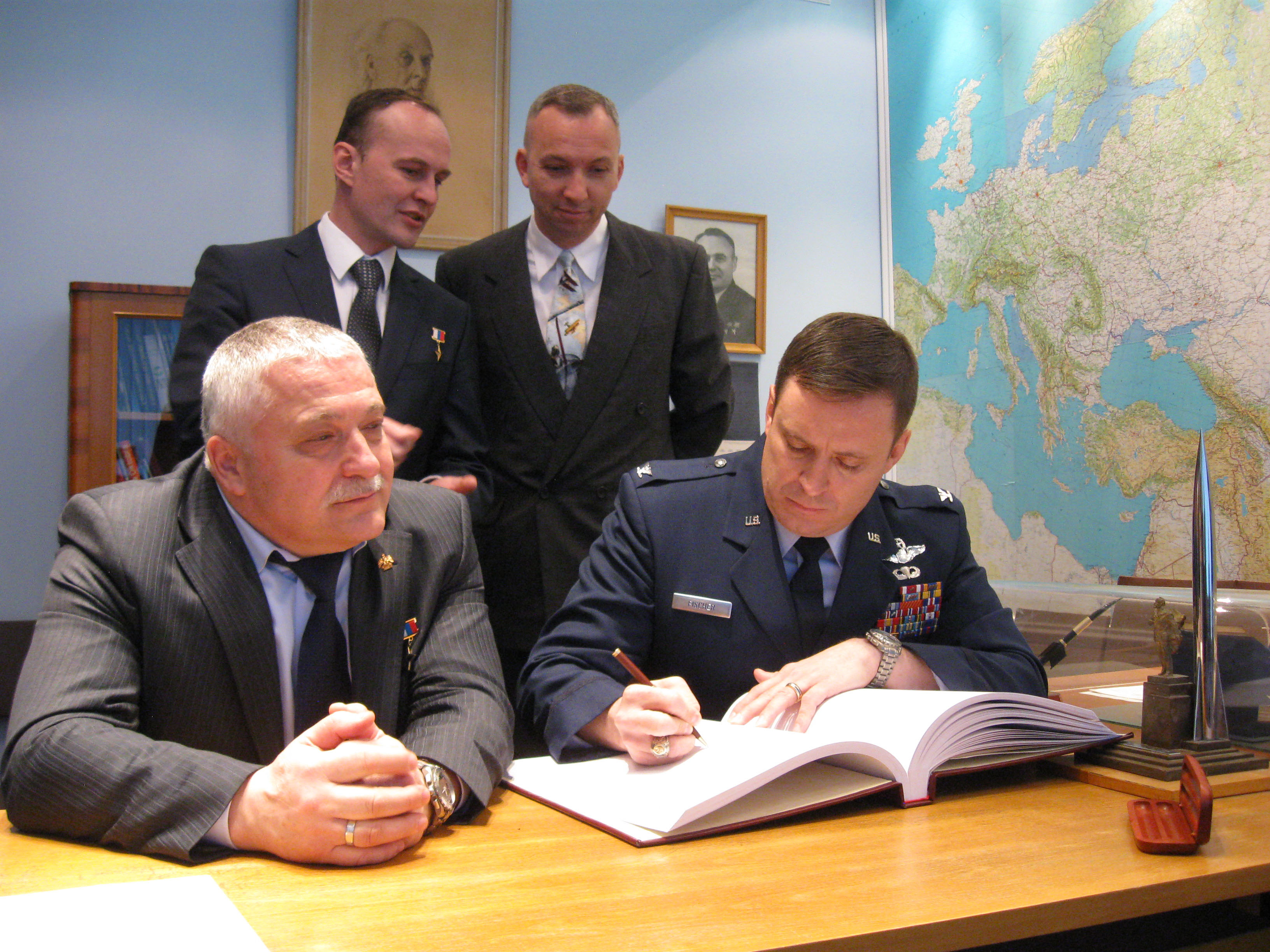
فضانوردان اصلی و پشتیبان ام‌اس-۴
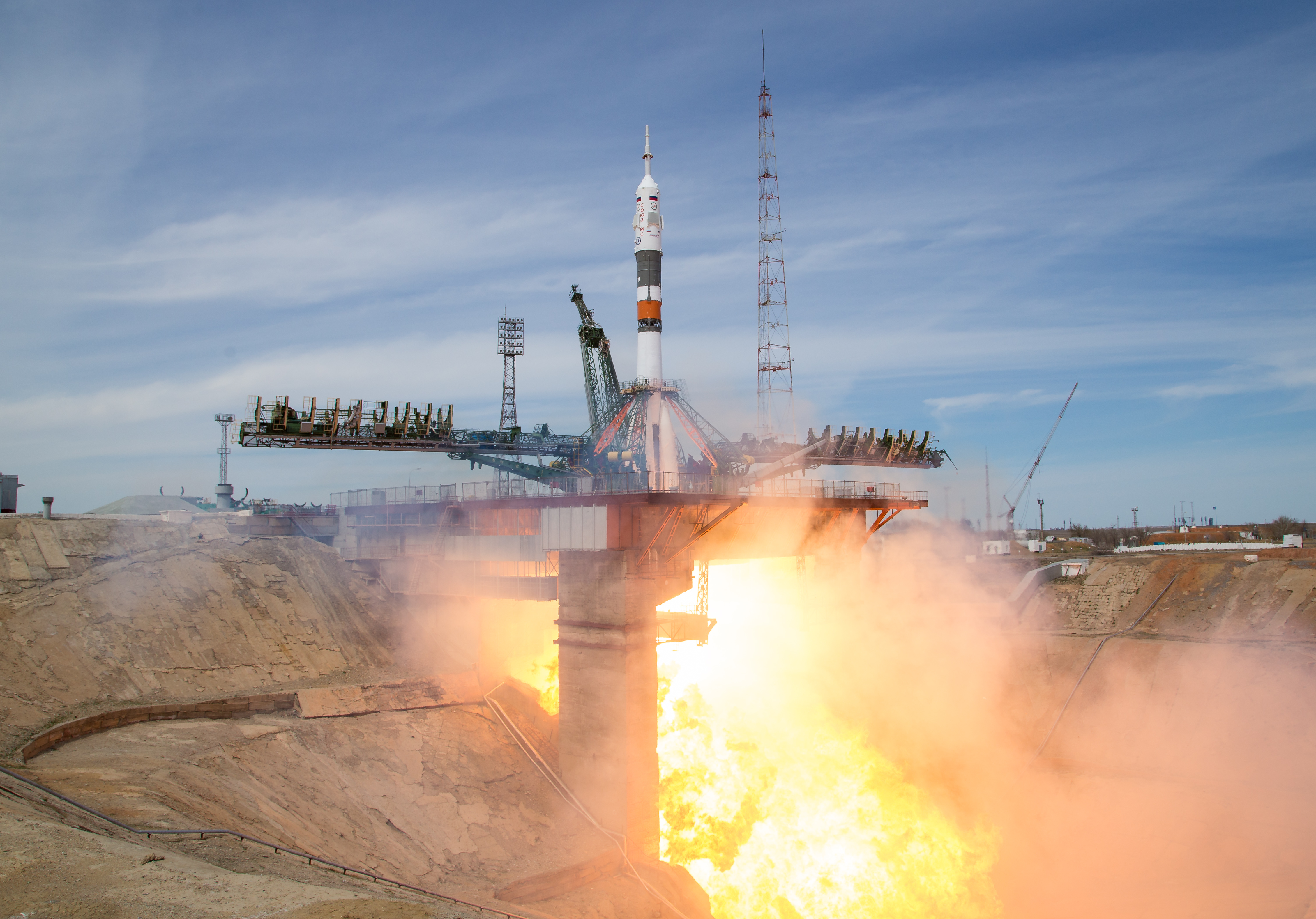
پرتاب ام‌اس-۴
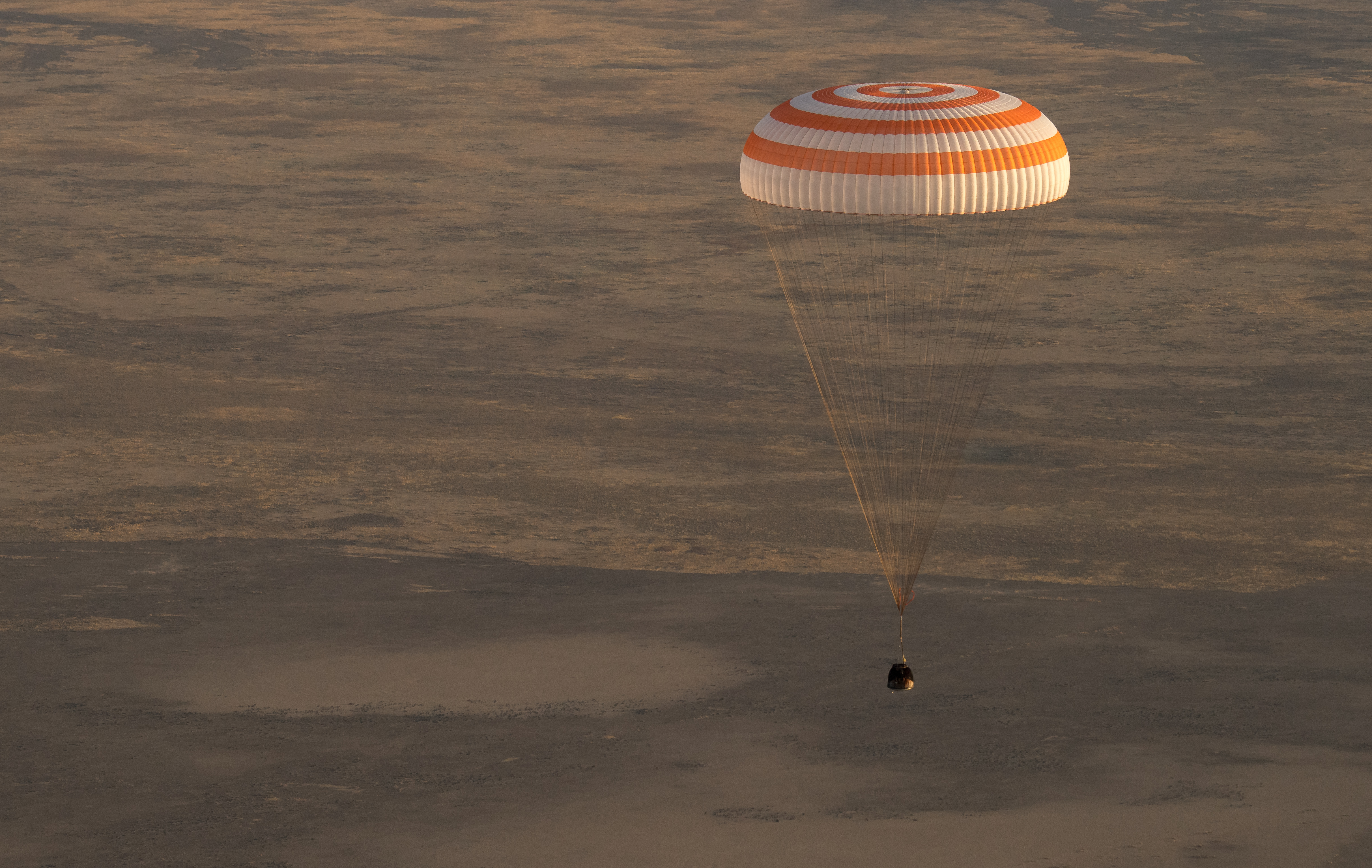
ام‌اس-۴ در راه بازگشت به زمین
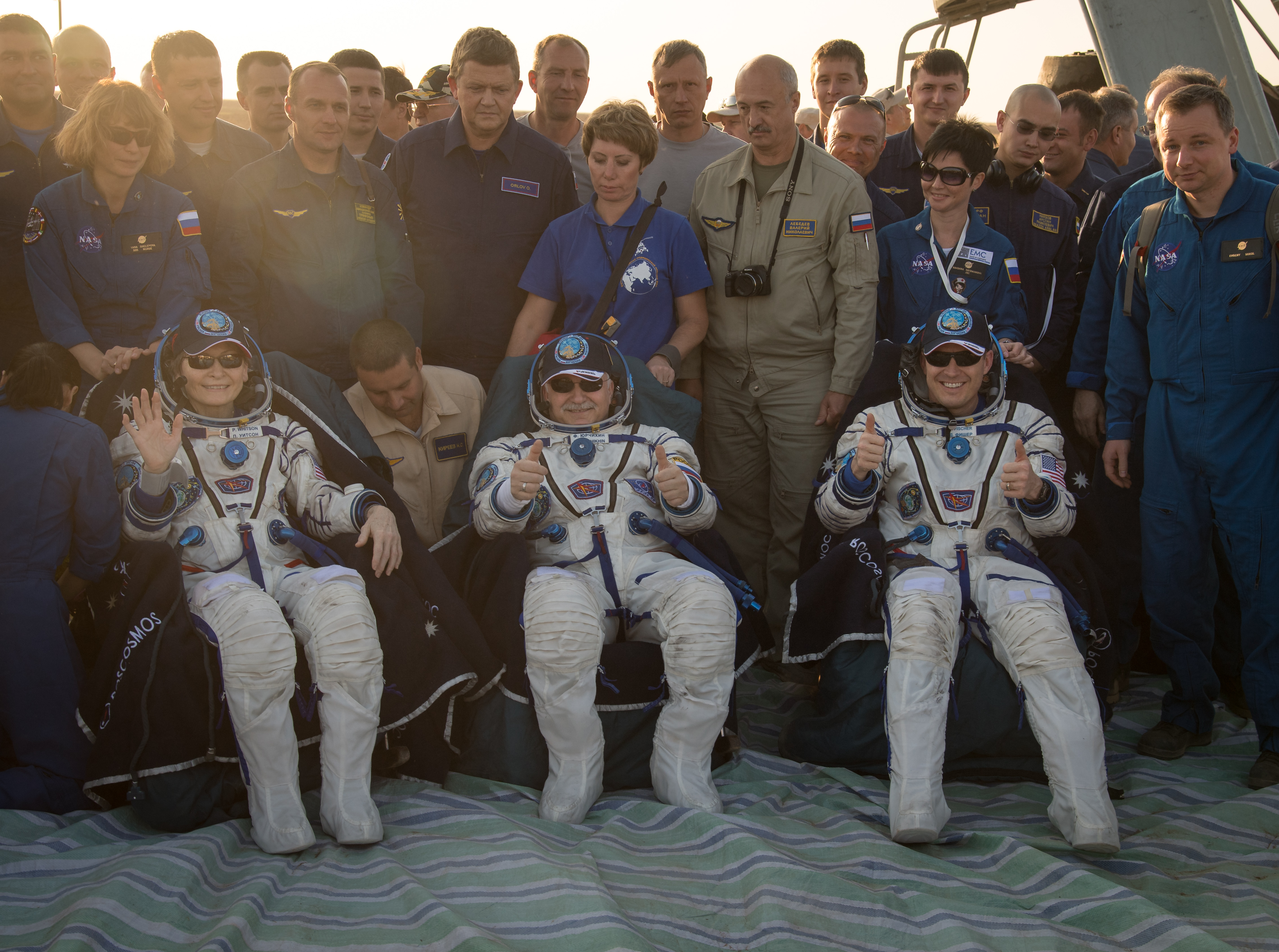
ام‌اس-۴ و گروه اعزامی ۵۲ بعد از فرود